# Campeonato da Eritreia de Ciclismo Contrarrelógio
Os Campeonatos da Eritreia de Ciclismo Contrarrelógio organizam-se anualmente e ininterruptamente para determinar o campeão ciclista da Eritreia da cada ano, na modalidade.
O título outorga-se ao vencedor de uma única carreira, na modalidade de Contrarrelógio individual. O vencedor obtém o direito a portar um maillot com as cores da Bandeira da Eritreia até ao campeonato do ano seguinte, somente quando disputa provas Contrarrelógio.
O corredor mais laureado é Daniel Teklehaimanot, com cinco vitórias.

## Palmarés
| Ano  | Ganhador                | Segundo          | Terceiro                |
| 2011 | Daniel Teklehaimanot    | Fregalsi Debesay | Jani Tewelde            |
| 2012 | Daniel Teklehaimanot    | Meron Russom     | Jani Tewelde            |
| 2013 | Metkel Kiflay           | Meron Russom     | Tesfom Okubamariam      |
| 2014 | Natnael Berhane         | Mekseb Debesay   | Meron Teshome           |
| 2015 | Daniel Teklehaimanot    | Meron Teshome    | Natnael Berhane         |
| 2016 | Daniel Teklehaimanot    | Meron Teshome    | Merhawi Kudus           |
| 2017 | Mekseb Debesay          | Natnael Berhane  | Daniel Teklehaimanot    |
| 2018 | Daniel Teklehaimanot    | Zemenfes Solomon | Aron Debretsion         |
| 2019 | Amanuel Ghebreigzabhier | Sirak Tesfom     | Merhawi Kudus           |
| 2020 | Não se disputou         | Não se disputou  | Não se disputou         |
| 2021 | Merhawi Kudus           | Mekseb Debesay   | Dawit Yemane            |
| 2022 | Biniam Girmay           | Merhawi Kudus    | Amanuel Ghebreigzabhier |